# Jessica Woodworth
Jessica Hope Woodworth (Washington, 1971) és una directora, guionista i productora de cinema belgaestatunidenca.

## Biografia
Woodworth va estudiar Teatre clàssic i Literatura a la Universitat de Princeton (es va graduar el 1993), i també té un màster en Cinema Documental per la Universitat Stanford (1999).  El 1994 va començar a treballar a la televisió a París, després es va traslladar a Hong Kong on va actuar com a productora i guionista de pel·lícules i documentals educatius. La seva tesi per a Stanford, el documental "Urga Song", es va fer a Mongòlia. La pel·lícula es va projectar en diversos festivals de cinema prestigiosos d'arreu del món. Després d'això, va rebre una beca Fulbright que va utilitzar per al seu proper projecte, The Virgin Diaries, rodat al Marroc i estrenat al Festival Internacional de Cinema Documental d'Amsterdam.
El 1999, mentre filmava Urga Song a Mongolia, va conèixer Peter Brosens, un company de direcció, que estava treballant en la tercera part de la seva 'Trilogia de Mongolia'. Es van casar a Alemanya l'any 2000. El 2005, Brosens i Woodworth van cofundar Bo Films, una productora amb seu a Gant. Des del 2006, han codirigit cinc pel·lícules. La seva primera pel·lícula, Khadak, rododa a Mongòlia, va ser un gran èxit i va guanyar 20 premis en diversos festivals, inclòs el Premi Luigi De Laurentiis a la 63a Mostra Internacional de Cinema de Venècia.
La seva següent pel·lícula, Altiplano, es va rodar a la part alta dels Andes. Basada en un incident de la vida real, la trama se centra en dues protagonistes femenines: la fotoperiodista Grace, casada amb un metge que treballa en un poble local, i Saturnina, una jove india peruana que va perdre el seu promès a causa d'un vessament de mercuri causat per la mineria.
El 2016, Woodworth i Brosens van estrenar la seva primera comèdia, "King of the Belgians", una road movie sobre un monarca perdut als Balcans es va convertir en un èxit internacional i va guanyar nombrosos premis. La pel·lícula es va estrenar a la Setmana de la Crítica de Canes l'any 2009, va guanyar el premi KNF al Festival Internacional de Cinema de Rotterdam i va guanyar el Gran Premi al Festival Internacional de Cinema de Bangkok. King of the Belgians fou seguida d'una seqüela, The Barefoot Emperor.
El 2021 va començar a treballar en el seu primer llargmetratge en solitari, "Luka". La pel·lícula va ser produïda per Bo Films. L'argument va ser una adaptació de la novel·la de Dino Buzzati El desert dels tàrtars. El paper principal va ser atorgat al jove actor holandès Jonas Smulders. El 2023, Luka pes va estrenar a la Gran Competició de la pantalla del Festival Internacional de Cinema de Rotterdam.

## Filmografia
Woodworth és una directora de cinema prolífica i fructífera; ha estrenat una dotzena de llargmetratges que s'han projectat en més de 350 festivals i ha guanyat més de 70 premis.
- Urga Song (1999);
- The Virgin Diaries (2002);
- Khadak (2006), amb Peter Brosens;[19]
- Altiplano (2009), amb Peter Brosens;
- The Fifth Season (2012) amb Peter Brosens;[20]
- King of the Belgians;
- The Barefoot Emperor (2019), with Peter Brosens;
- Luka (2023).